# 第10回全日本アンサンブルコンテスト
第10回全日本アンサンブルコンテストは、1987年に行われた全日本アンサンブルコンテストの第10回大会である。

## 概要
1987年3月21日に愛知県勤労会館で開催された。全日本吹奏楽連盟・朝日新聞社主催。文化庁・日本放送協会・愛知県教育委員会・名古屋市教育委員会後援。

### 審査員
- 北野徹
- 多戸幾久三
- 田宮堅二（トランペット奏者）
- 冨岡和男
- 永長次郎

### 備考
長崎県が初出場。

## 代表校・代表団体

### 中学の部
| 中学の部 | 中学の部          | 中学の部                       | 中学の部     |
| 支部     | 都道府県 （地区） | 代表校                         | 出場回数     |
| -------- | ----------------- | ------------------------------ | ------------ |
| 北海道   | 函館地区          | 函館市立亀田中学校吹奏楽部     | 7回目3年連続 |
| 北海道   | 北見地区          | 北見市立北中学校吹奏楽部       | 初出場       |
| 東北     | 青森県            | 八戸市立湊中学校吹奏楽部       | 2回目4年ぶり |
| 東北     | 青森県            | 青森市立筒井中学校吹奏楽部     | 初出場       |
| 関東     | 群馬県            | 前橋市立第五中学校吹奏楽部     | 初出場       |
| 関東     | 山梨県            | 大月市立大月東中学校吹奏楽部   | 4回目3年連続 |
| 東京     | 東京都            | 練馬区立田柄中学校吹奏楽部     | 7回目2年ぶり |
| 東京     | 東京都            | 葛飾区立堀切中学校吹奏楽部     | 2回目3年ぶり |
| 北陸     | 福井県            | 鯖江市鯖江中学校吹奏楽部       | 3回目2年ぶり |
| 北陸     | 福井県            | 武生市立武生第三中学校吹奏楽部 | 3回目3年連続 |
| 東海     | 愛知県            | 岡崎市立竜海中学校吹奏楽部     | 初出場       |
| 東海     | 愛知県            | 春日井市立柏原中学校吹奏楽部   | 4回目4年連続 |
| 関西     | 兵庫県            | 神戸市立本庄中学校吹奏楽部     | 初出場       |
| 関西     | 兵庫県            | 神戸市立鈴蘭台中学校吹奏楽部   | 初出場       |
| 中国     | 広島県            | 広島市立安西中学校吹奏楽部     | 5回目2年ぶり |
| 中国     | 広島県            | 広島市立祇園中学校吹奏楽部     | 初出場       |
| 四国     | 愛媛県            | 今治市立日吉中学校吹奏楽部     | 初出場       |
| 四国     | 愛媛県            | 重信町立重信中学校吹奏楽部     | 2回目2年連続 |
| 九州     | 沖縄県            | 那覇市立小禄中学校吹奏楽部     | 3回目3年ぶり |
| 九州     | 沖縄県            | 那覇市立神原中学校吹奏楽部     | 2回目9年ぶり |

### 高校の部
| 高校の部 | 高校の部          | 高校の部                         | 高校の部                       |
| 支部     | 都道府県 （地区） | 代表校                           | 出場回数                       |
| -------- | ----------------- | -------------------------------- | ------------------------------ |
| 北海道   | 北見地区          | 北海道遠軽高等学校吹奏楽部       | 初出場                         |
| 北海道   | 帯広地区          | 北海道池田高等学校吹奏楽部       | 2回目3年ぶり                   |
| 東北     | 秋田県            | 秋田県立十和田高等学校吹奏楽部   | 初出場                         |
| 東北     | 福島県            | 福島県立勿来工業高等学校吹奏楽部 | 初出場                         |
| 関東     | 新潟県            | 新潟県立新潟商業高等学校吹奏楽部 | 2回目2年連続                   |
| 関東     | 山梨県            | 山梨県立日川高等学校吹奏楽部     | 初出場                         |
| 東京     | 東京都            | 創価高等学校吹奏楽部             | 2回目3年ぶり                   |
| 東京     | 東京都            | 八王子高等学校吹奏楽部           | 2回目2年連続                   |
| 北陸     | 富山県            | 富山県立高岡商業高等学校吹奏楽部 | 3回目5年ぶり                   |
| 北陸     | 福井県            | 福井県立敦賀高等学校吹奏楽部     | 2回目2年ぶり                   |
| 東海     | 長野県            | 長野県屋代高等学校吹奏楽部       | 初出場                         |
| 東海     | 愛知県            | 愛知工業大学名電高等学校吹奏楽部 | 7回目2年連続                   |
| 関西     | 京都府            | 花園高等学校吹奏楽部             | 初出場                         |
| 関西     | 大阪府            | 大阪府立淀川工業高等学校吹奏楽部 | 4回目3年連続                   |
| 中国     | 岡山県            | 金山学園高等学校吹奏楽部         | 初出場                         |
| 中国     | 岡山県            | 就実高等学校吹奏楽部             | 5回目2年ぶり                   |
| 四国     | 愛媛県            | 愛媛県立今治北高等学校吹奏楽部   | 初出場                         |
| 四国     | 愛媛県            | 愛媛県立川之江高等学校吹奏楽部   | 2回目8年ぶり                   |
| 九州     | 福岡県            | 福岡県立筑紫丘高等学校吹奏楽部   | 2回目2年ぶり                   |
| 九州     | 長崎県            | 長崎県立長崎南高等学校吹奏楽部   | 初出場（長崎県としても初出場） |

### 大学の部
| 大学の部 | 大学の部          | 大学の部                                           | 大学の部     |
| 支部     | 都道府県 （地区） | 代表団体                                           | 出場回数     |
| -------- | ----------------- | -------------------------------------------------- | ------------ |
| 北海道   | 函館地区          | 北海道教育大学函館分校吹奏楽部                     | 初出場       |
| 東北     | 宮城県            | 東北学院大学シンフォニック・ウインド・アンサンブル | 初出場       |
| 関東     | 茨城県            | 筑波大学吹奏楽団                                   | 2回目2年ぶり |
| 東京     | 東京都            | 亜細亜大学吹奏楽団                                 | 2回目2年ぶり |
| 北陸     | 石川県            | 金沢大学アカデミアブラスアンサンブル               | 9回目6年連続 |
| 東海     | 長野県            | 長野工業高等専門学校吹奏楽部                       | 初出場       |
| 関西     | 大阪府            | 関西大学応援団吹奏楽部                             | 3回目3年連続 |
| 中国     | 山口県            | 山口大学ブラスコンソート                           | 4回目3年連続 |
| 四国     | 香川県            | 詫間電波工業高等専門学校吹奏楽部                   | 2回目4年ぶり |
| 九州     | 福岡県            | 福岡工業大学吹奏楽団                               | 3回目2年ぶり |

### 職場の部
| 職場の部 | 職場の部          | 職場の部                     | 職場の部     |
| 支部     | 都道府県 （地区） | 代表団体                     | 出場回数     |
| -------- | ----------------- | ---------------------------- | ------------ |
| 北海道   | 釧路地区          | 太平洋炭礦吹奏楽団           | 2回目2年連続 |
| 関東     | 神奈川県          | 日本電気玉川吹奏楽団         | 9回目9年連続 |
| 東京     | 東京都            | 日本電気府中吹奏楽団         | 2回目2年連続 |
| 東海     | 静岡県            | ヤマハ吹奏楽団浜松           | 5回目2年連続 |
| 関西     | 大阪府            | 枚方寝屋川消防組合消防音楽隊 | 2回目4年ぶり |
| 中国     | 広島県            | NTT中国吹奏楽団              | 5回目4年連続 |
| 九州     | 福岡県            | ブリヂストン吹奏楽団久留米   | 初出場       |

### 一般の部
| 一般の部 | 一般の部          | 一般の部                           | 一般の部     |
| 支部     | 都道府県 （地区） | 代表団体                           | 出場回数     |
| -------- | ----------------- | ---------------------------------- | ------------ |
| 北海道   | 札幌地区          | 札幌吹奏楽団                       | 3回目6年ぶり |
| 東北     | 秋田県            | NG吹奏楽団                         | 2回目2年ぶり |
| 関東     | 山梨県            | 富士吉田吹奏楽団                   | 初出場       |
| 東京     | 東京都            | 葛飾吹奏楽団                       | 初出場       |
| 北陸     | 石川県            | 小松市民吹奏楽団                   | 2回目2年連続 |
| 東海     | 愛知県            | 西尾市民吹奏楽団                   | 3回目3年連続 |
| 関西     | 大阪府            | 蒲生ディストリクトバンド           | 初出場       |
| 中国     | 岡山県            | 倉敷市民吹奏楽団グリーンハーモニー | 初出場       |
| 九州     | 沖縄県            | O.F.B.アンサンブル                 | 初出場       |

## 結果

### 中学の部
| 中学の部 | 中学の部          | 中学の部                       | 中学の部             | 中学の部                                                                | 中学の部 | 中学の部 |
| No.      | 代表支部          | 団体名                         | 編成                 | 演奏曲（作曲者／編曲者）                                                | 賞       | 補足     |
| -------- | ----------------- | ------------------------------ | -------------------- | ----------------------------------------------------------------------- | -------- | -------- |
| 1        | 四国／ 愛媛県     | 今治市立日吉中学校吹奏楽部     | 金管四重奏           | カルヴァリー （C.ドーヴ）                                               | 銀       |          |
| 2        | 東京／ 中学       | 練馬区立田柄中学校吹奏楽部     | 金管五重奏           | 「戦いの組曲」よりカンツォン・ベルガマスク （S.シャイト／P.ジョーンズ） | 銀       |          |
| 3        | 東北／ 青森県     | 八戸市立湊中学校吹奏楽部       | 金管八重奏           | 「恋は魔術師」より火祭りの踊り （M.ファリャ／A.ストリート）             | 銀       |          |
| 4        | 東海／ 愛知県     | 岡崎市立竜海中学校吹奏楽部     | 金管八重奏           | 第七旋法による八声のカンツォン第2番 （G.ガブリエーリ／R.キング）        | 金       |          |
| 5        | 関東／ 群馬県     | 前橋市立第五中学校吹奏楽部     | 金管八重奏           | 「舞曲集」より第1・2・4曲 （T.スザート／J.アイヴソン）                  | 銅       |          |
| 6        | 四国／ 愛媛県     | 重信町立重信中学校吹奏楽部     | 管打六重奏           | セカンド・ウインド （藤永浩）                                           | 銀       |          |
| 7        | 中国／ 広島県     | 広島市立安西中学校吹奏楽部     | 打楽器六重奏         | トッカータ （C.チャーベス）                                             | 銀       |          |
| 8        | 東北／ 青森県     | 青森市立筒井中学校吹奏楽部     | 打楽器七重奏         | 「ゲインズボーロー」より第2・3楽章 （T.ゴーガー）                       | 金       |          |
| 9        | 関西／ 兵庫県     | 神戸市立本庄中学校吹奏楽部     | 打楽器八重奏         | ルル （R.カーネイ）                                                     | 銀       |          |
| 10       | 北海道／ 函館地区 | 函館市立亀田中学校吹奏楽部     | クラリネット四重奏   | 「ソナチネ」より第2・3番 （E.ボザ）                                     | 銀       |          |
| 11       | 九州／ 沖縄県     | 那覇市立小禄中学校吹奏楽部     | クラリネット五重奏   | カプリチオ （I.シュワルツ）                                             | 銅       |          |
| 12       | 北陸／ 福井県     | 鯖江市鯖江中学校吹奏楽部       | クラリネット七重奏   | カバレフスキーの主題によるパラフレーズ （藤井園子）                     | 銅       |          |
| 13       | 東京／ 中学       | 葛飾区立堀切中学校吹奏楽部     | クラリネット七重奏   | 序奏とロンド （G.ジェイコブ）                                           | 銅       |          |
| 14       | 九州／ 沖縄県     | 那覇市立神原中学校吹奏楽部     | 木管五重奏           | ディベルティメント （J.ハイドン／H.ペリー）                             | 銀       |          |
| 15       | 北海道／ 北見地区 | 北見市立北中学校吹奏楽部       | サクソフォーン四重奏 | セヴィリア （I.アルベニス／M.ミュール）                                 | 銀       |          |
| 16       | 関東／ 山梨県     | 大月市立大月東中学校吹奏楽部   | サクソフォーン四重奏 | 異教徒の踊り （P.ショルティーノ）                                       | 金       |          |
| 17       | 北陸／ 福井県     | 武生市立武生第三中学校吹奏楽部 | サクソフォーン四重奏 | グラーヴェとプレスト （J.リヴィエ）                                     | 銀       |          |
| 18       | 東海／ 愛知県     | 春日井市立柏原中学校吹奏楽部   | サクソフォーン四重奏 | 民謡風ロンドの主題による序奏と変奏 （G.ピエルネ）                       | 金       |          |
| 19       | 関西／ 兵庫県     | 神戸市立鈴蘭台中学校吹奏楽部   | サクソフォーン四重奏 | 「四重奏曲」より第3楽章 （A.デザンクロ）                                | 金       |          |
| 20       | 中国／ 広島県     | 広島市立祇園中学校吹奏楽部     | サクソフォーン四重奏 | 「四重奏曲」より第3楽章パピヨン （F.et M.ジャンジャン）                 | 銅       |          |

### 高校の部
| 高校の部 | 高校の部          | 高校の部                         | 高校の部             | 高校の部                                                        | 高校の部 | 高校の部 |
| No.      | 代表支部          | 団体名                           | 編成                 | 演奏曲（作曲者／編曲者）                                        | 賞       | 補足     |
| -------- | ----------------- | -------------------------------- | -------------------- | --------------------------------------------------------------- | -------- | -------- |
| 1        | 北陸／ 福井県     | 福井県立敦賀高等学校吹奏楽部     | 金管五重奏           | 五重奏曲 作品73 （M.アーノルド）                                | 銅       |          |
| 2        | 中国／ 岡山県     | 金山学園高等学校吹奏楽部         | 金管八重奏           | ピアノとフォルテのソナタ （G.ガブリエーリ／R.キング）           | 銅       |          |
| 3        | 関西／ 京都府     | 花園高等学校吹奏楽部             | 金管八重奏           | 第12旋法による八声のカンツォン （G.ガブリエーリ／R.ブロック）   | 銀       |          |
| 4        | 東海／ 長野県     | 長野県屋代高等学校吹奏楽部       | 金管八重奏           | 「舞曲集」より第4・6曲 （T.スザート／J.アイヴソン）             | 金       |          |
| 5        | 関西／ 大阪府     | 大阪府立淀川工業高等学校吹奏楽部 | 金管八重奏           | 第一旋法による八声のカンツォン （G.ガブリエーリ／R.キング）     | 金       |          |
| 6        | 東北／ 秋田県     | 秋田県立十和田高等学校吹奏楽部   | 管打八重奏           | 「子供のアルバム」より第7・9曲 （A.ハチャトゥリアン／岩谷敏和） | 銀       |          |
| 7        | 関東／ 山梨県     | 山梨県立日川高等学校吹奏楽部     | 打楽器四重奏         | 組曲 （W.クラフト）                                             | 金       |          |
| 8        | 中国／ 岡山県     | 就実高等学校吹奏楽部             | フルート四重奏       | 「夏山の一日」より第3・4曲 （E.ボザ）                           | 銀       |          |
| 9        | 北海道／ 帯広地区 | 北海道池田高等学校吹奏楽部       | クラリネット四重奏   | 「ディベルティメント」より第3楽章 （A.ウール）                  | 銅       |          |
| 10       | 九州／ 長崎県     | 長崎県立長崎南高等学校吹奏楽部   | クラリネット四重奏   | 「プレリュードとダンス」よりダンス （M.カルレ）                 | 銀       |          |
| 11       | 東海／ 愛知県     | 愛知工業大学名電高等学校吹奏楽部 | クラリネット四重奏   | 「ソナチネ」より第1・3楽章 （E.ボザ）                           | 金       |          |
| 12       | 東京／ 高校       | 創価高等学校吹奏楽部             | クラリネット四重奏   | 大四重奏曲 （J.ウォーターソン）                                 | 銅       |          |
| 13       | 九州／ 福岡県     | 福岡県立筑紫丘高等学校吹奏楽部   | クラリネット四重奏   | 四重奏曲第1番 （R.M.エンドレッセン）                            | 銅       |          |
| 14       | 東京／ 高校       | 八王子高等学校吹奏楽部           | クラリネット四重奏   | 「ディベルティメント」より第1楽章 （A.ウール）                  | 銅       |          |
| 15       | 関東／ 新潟県     | 新潟県立新潟商業高等学校吹奏楽部 | クラリネット八重奏   | コラールと舞曲 （V.ネリベル）                                   | 金       |          |
| 16       | 四国／ 愛媛県     | 愛媛県立今治北高等学校吹奏楽部   | サクソフォーン四重奏 | 「四重奏曲」より第3楽章 （A.デザンクロ）                        | 銀       |          |
| 17       | 北海道／ 北見地区 | 北海道遠軽高等学校吹奏楽部       | サクソフォーン四重奏 | グラーヴェとプレスト （J.リヴィエ）                             | 銀       |          |
| 18       | 四国／ 愛媛県     | 愛媛県立川之江高等学校吹奏楽部   | サクソフォーン四重奏 | 「四重奏曲」より第4楽章 （C.パスカル）                          | 銀       |          |
| 19       | 北陸／ 富山県     | 富山県立高岡商業高等学校吹奏楽部 | サクソフォーン四重奏 | グラーヴェとプレスト （J.リヴィエ）                             | 金       |          |
| 20       | 東北／ 福島県     | 福島県立勿来工業高等学校吹奏楽部 | サクソフォーン四重奏 | スペイン舞曲第2番 （E.グラナドス／阪口新）                      | 銀       |          |

### 大学の部
| 大学の部 | 大学の部          | 大学の部                                           | 大学の部             | 大学の部                                                              | 大学の部 | 大学の部 |
| No.      | 代表支部          | 団体名                                             | 編成                 | 演奏曲（作曲者／編曲者）                                              | 賞       | 補足     |
| -------- | ----------------- | -------------------------------------------------- | -------------------- | --------------------------------------------------------------------- | -------- | -------- |
| 1        | 中国／ 山口県     | 山口大学ブラスコンソート                           | 金管五重奏           | 「ソナチネ」より第4楽章 （E.ボザ）                                    | 金       |          |
| 2        | 北陸／ 石川県     | 金沢大学アカデミアブラスアンサンブル               | 金管六重奏           | 「組曲」より （S.ハーン）                                             | 銀       |          |
| 3        | 北海道／ 函館地区 | 北海道教育大学函館分校吹奏楽部                     | 金管八重奏           | 「フランス・ルネッサンス舞曲集」より （C.ジェルヴェーズ／P.リーヴ）   | 銅       |          |
| 4        | 東海／ 長野県     | 長野工業高等専門学校吹奏楽部                       | 金管八重奏           | ピアノとフォルテのソナタ （G.ガブリエーリ）                           | 銅       |          |
| 5        | 九州／ 福岡県     | 福岡工業大学吹奏楽団                               | 金管八重奏           | 「アイネ・クライネ・ナハトムジーク」より （W.A.モーツァルト／知念健） | 金       |          |
| 6        | 四国／ 香川県     | 詫間電波工業高等専門学校吹奏楽部                   | 打楽器四重奏         | 打楽器のための神話 （中内茂樹）                                       | 銀       |          |
| 7        | 東京／ 大学       | 亜細亜大学吹奏楽団                                 | 木管三重奏           | 五つの小品 （J.イベール）                                             | 銀       |          |
| 8        | 関西／ 大阪府     | 関西大学応援団吹奏楽部                             | クラリネット八重奏   | オーバード （森田一浩）                                               | 金       |          |
| 9        | 東北／ 宮城県     | 東北学院大学シンフォニック・ウインド・アンサンブル | サクソフォーン四重奏 | 「四重奏曲」より第3楽章 （A.デザンクロ）                              | 金       |          |
| 10       | 関東／ 茨城県     | 筑波大学吹奏楽団                                   | サクソフォーン四重奏 | 「四重奏曲」より第1楽章 （C.パスカル）                                | 銀       |          |

### 職場の部
| 職場の部 | 職場の部          | 職場の部                     | 職場の部           | 職場の部                                                             | 職場の部 | 職場の部 |
| No.      | 代表支部          | 団体名                       | 編成               | 演奏曲（作曲者／編曲者）                                             | 賞       | 補足     |
| -------- | ----------------- | ---------------------------- | ------------------ | -------------------------------------------------------------------- | -------- | -------- |
| 1        | 北海道／ 釧路地区 | 太平洋炭礦吹奏楽団           | 金管四重奏         | 四声のカンツォン・ラ・スピリタータ （G.ガブリエーリ／R.キング）      | 銅       |          |
| 2        | 九州／ 福岡県     | ブリヂストン吹奏楽団久留米   | 金管五重奏         | 「舞曲集」より第1・2・5曲 （T.スザート／J.アイヴソン）               | 銀       |          |
| 3        | 東京／ 職場       | 日本電気府中吹奏楽団         | 金管五重奏         | 三つのエア （J.アドソン／エンパイア・ブラス・クインテット）          | 銀       |          |
| 4        | 中国／ 広島県     | NTT中国吹奏楽団              | 金管六重奏         | 「ディベルティメント」より第1・4楽章 （L.サルゼド）                  | 銀       |          |
| 5        | 関西／ 大阪府     | 枚方寝屋川消防組合消防音楽隊 | 金管八重奏         | アンティフォニー第1番 （H.シュッツ／G.アンソニー）                   | 銀       |          |
| 6        | 関東／ 神奈川県   | 日本電気玉川吹奏楽団         | クラリネット七重奏 | 虫の謝肉祭 ～いろいろな虫の歌による～ （モーツァルトほか／磯崎敦博） | 金       |          |
| 7        | 東海／ 静岡県     | ヤマハ吹奏楽団浜松           | クラリネット八重奏 | ブルートレイン （広瀬量平）                                          | 金       |          |

### 一般の部
| 一般の部 | 一般の部          | 一般の部                           | 一般の部             | 一般の部                                                           | 一般の部 | 一般の部 |
| No.      | 代表支部          | 団体名                             | 編成                 | 演奏曲（作曲者／編曲者）                                           | 賞       | 補足     |
| -------- | ----------------- | ---------------------------------- | -------------------- | ------------------------------------------------------------------ | -------- | -------- |
| 1        | 九州／ 沖縄県     | O.F.B.アンサンブル                 | 金管六重奏           | 組曲 （L.オストランスキー）                                        | 銅       |          |
| 2        | 東海／ 愛知県     | 西尾市民吹奏楽団                   | 金管八重奏           | 第一旋法による八声のカンツォン （G.ガブリエーリ／R.キング）        | 銀       |          |
| 3        | 北陸／ 石川県     | 小松市民吹奏楽団                   | 金管八重奏           | 第一旋法による八声のカンツォン （G.ガブリエーリ／R.キング）        | 銅       |          |
| 4        | 関西／ 大阪府     | 蒲生ディストリクトバンド           | 金管八重奏           | 第七旋法による八声のカンツォン第2番 （G.ガブリエーリ／R.ブロック） | 金       |          |
| 5        | 東京／ 一般       | 葛飾吹奏楽団                       | クラリネット四重奏   | 「ディベルティメント」より第3楽章 （A.ウール）                     | 銀       |          |
| 6        | 東北／ 秋田県     | NG吹奏楽団                         | 木管八重奏           | 「小組曲」よりメヌエット、バレエ （C.ドビュッシー／佐々木慎）      | 銅       |          |
| 7        | 北海道／ 札幌地区 | 札幌吹奏楽団                       | サクソフォーン四重奏 | 「万葉」より （櫛田胅之扶）                                        | 銀       |          |
| 8        | 中国／ 岡山県     | 倉敷市民吹奏楽団グリーンハーモニー | サクソフォーン四重奏 | 「万葉」より序、酒唄 （櫛田胅之扶）                                | 銀       |          |
| 9        | 関東／ 山梨県     | 富士吉田吹奏楽団                   | サクソフォーン四重奏 | 「四重奏曲」より第3楽章 （A.デザンクロ）                           | 金       |          |